# Nhà thờ Hagia Sophia, Kyiv
Nhà thờ chính tòa Thánh Sophia là một di tích kiến trúc nổi bật của Rus' Kyiv nằm ở thành phố Kyiv, Ukraina. Nhà thờ là một trong những địa danh nổi tiếng nhất của thành phố và là di sản đầu tiên ở Ukraina được UNESCO công nhận là Di sản thế giới cùng với khu phức hợp Kyiv Pechersk Lavra. Ngoài cấu trúc chính, nhà thờ bao gồm một tập hợp các cấu trúc phụ trợ như tháp chuông và nhà của tổng giám mục. Năm 2011, di tích lịch sử đã được chuyển quyền quản lý từ Bộ Phát triển khu vực Ukraine sang Bộ Văn hóa. Một trong những lý do cho việc này là nhà thờ chính tòa Thánh Sophia và Kyiv Pechersk Lavra được công nhận gộp thành một Di sản thế giới, trong khi ở Ukraina thì hai công trình này lại được quản lý bởi hai cơ quan chính phủ khác nhau.
Ngày 25 tháng 9 năm 2023, Uỷ ban Di sản thế giới của UNESCO cho rằng, "các điều kiện tối ưu không còn được đáp ứng để đảm bảo đầy đủ việc bảo vệ giá trị nổi bật toàn cầu của di sản và nó đang bị đe dọa bởi mối nguy hiểm tiềm tàng do chiến tranh". Đối mặt với nguy cơ bị đe doạ trực tiếp bởi cuộc xung đột Nga - Ukraina, UNESCO đã đưa di sản trên vào danh sách Di sản thế giới bị đe doạ.

## Lịch sử
Tên của nó xuất phát từ công trình nổi tiếng Hagia Sophia thế kỷ thứ 6 ở Constantinople tức Istanbul ngày nay. Nền móng đầu tiên được xây dựng vào năm 1037 hoặc 1011 nhưng nhà thờ phải mất đến hai thập kỷ để hoàn thành. Theo tiến sĩ Nadia Nikitenko, một nhà sử học đã nghiên cứu về nhà thờ này trong 30 năm thì nhà thờ được xây dựng vào năm 1011 dưới triều đại cha đẻ của Yaroslav Thông thái, đại hoàng tử của Rus' Kyiv, Vladimir Đại đế. iều này đã được cả UNESCO và Ukraina chấp nhận, và tại nhà thờ cũng tổ chức lễ kỷ niệm 1000 năm vào năm 2011. Cấu trúc nhà thờ có 5 gian, 5 khu tụng niệm và điều đặc khác biệt trong kiến trúc Byzantine là 13 vòm bát úp. Nó được bao quanh bởi các phòng trưng bày hai tầng ở ba mặt. Các phần đứng bên ngoài của nó từ đế cao từ 37 đến 55 m (121 đến 180 ft). Ở bên trong, nó vẫn lưu giữ các bức tranh khảm và bích họa có niên đại từ thế kỷ thứ 11.
Ban đầu, nhà thờ là nơi chôn cất của những người cai trị Kyiv bao gồm Vladimir Monomakh, Vsevolod Yaroslavich và người sáng lập nhà thờ Yaroslav Thông thái mặc dù chỉ có ngôi mộ của Yaroslav là còn tồn tại cho đến ngày nay.
Sau khi Kyiv rơi vào tay Andrey Bogolyubsky của Vladimir-Suzdal vào năm 1169 và sau đó là Mông Cổ vào năm 1240 thì nhà thờ rơi vào tình trạng hư hỏng. Nó cũng bị hư hại rất nhiều vào thế kỷ 16 khi Ba Lan và Ukraina đang cố gắng hợp nhất các nhà thờ Công giáo và Chính thống. Vào thời kỳ này, nhà thờ gần như bị hủy hoại khi mái bị hư hỏng nặng và rất nhiều các bức tranh tường bị biến mất. Sau Liên minh Brest 1595-96 thì nhà thờ thuộc về Giáo hội Công giáo Hy Lạp Ukraina cho đến khi nó được tiếp quản bởi giám mục đô thành chính thống Đông phương Moldavia là Peter Mogila vào năm 1633. Mogila ủy thác công việc sửa chữa lại và phần trên của nhà thờ được xây dựng lại hoàn toàn, theo mô hình của kiến trúc sư người Ý Octaviano Mancini theo phong cách kiến trúc Baroque Ukraina, trong khi vẫn giữ nguyên nội thất theo phong cách Byzantine. Công việc tiếp tục dưới thời Hetman Cossack là Ivan Mazepa cho đến năm 1767. Trong thời gian này, một tháp chuông, căng tin tu viện, lò bánh, nhà của tổng giám mục, cổng Zborovsky ở phía tây, cư xá tu viện, khuôn viên và một chủng viện được xây dựng. Các công trình này cùng với nhà thờ sau khi được xây dựng lại đều là những công trình đặc sắc của kiến trúc Baroque Ukraina.
Sau Cách mạng Nga năm 1917 và trong chiến dịch chống tôn giáo của Liên Xô những năm 1920, một kế hoạch nhằm phá hủy nhà thờ và biến nó thành công viên "Các anh hùng Perekop" (sau chiến thắng của Hồng quân trong cuộc Nội chiến Nga ở Krym). Tuy nhiên, Tu viện Vòm Vàng Thánh Michael nằm đối diện bị phá hủy vào năm 1935 cùng với nỗ lực của nhiều nhà khoa học và nhà sử học thì nhà thờ đã được cứu khỏi sự hủy diệt. Vào năm 1934, Chính quyền Liên Xô đã thu hồi nó từ Giáo hội, bao gồm cả quần thể kiến trúc thế kỷ 17 xung quanh để chỉ định nó là một bảo tàng kiến trúc và lịch sử.
Từ cuối những năm 1980 dưới thời Liên bang Xô Viết và sau đó là Ukraina, các chính trị gia hứa sẽ trả lại nó cho Nhà thờ Chính thống. Tuy vậy điều này đã bị hoãn do cả Giáo hội Chính thống và Công giáo Hy Lạp đều tuyên bố là của họ.

## Hình ảnh

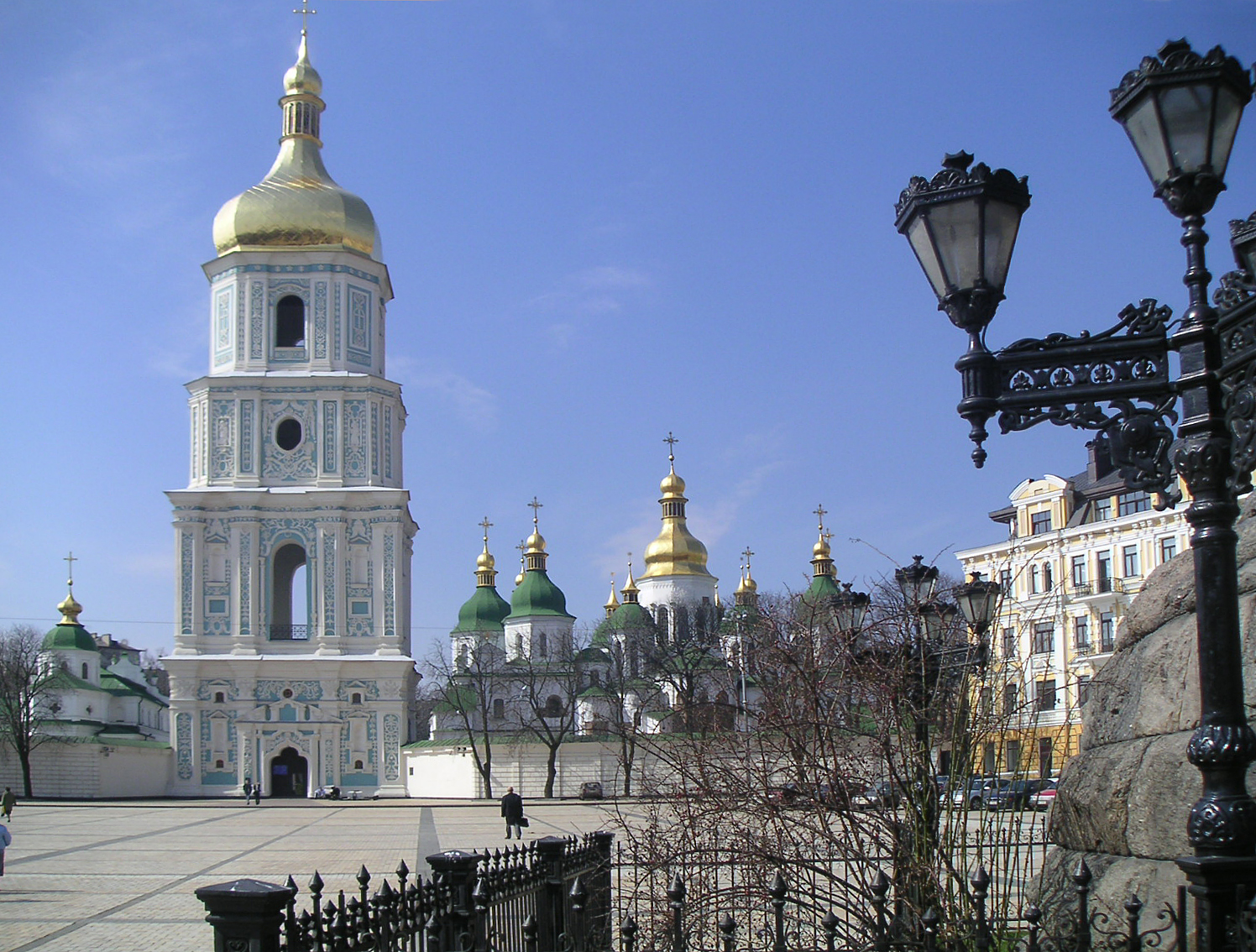
Tháp chuông nhà thờ